# Robert James Hankinson
Robert James Hankinson, informell Jim Hankinson (* 19. August 1957 in Lagos, Nigeria) ist ein britischer Philosophie-, Medizin- und Wissenschaftshistoriker, der an der University of Texas at Austin lehrt.

## Leben
Nach dem Besuch der Highgate School in London studierte Hankinson von 1976 bis 1980 Literae humaniores am Balliol College der Universität Oxford. Es folgte von 1981 bis 1985 ein Promotionsstudium am King’s College der Universität Cambridge. 1986 wurde er dort mit einer Dissertation über Galen’s System of Causation: A Study in Galen’s Theory with a Philosophical Commentary on Galen’s „On Antecedent Causes“ zum Ph.D. promoviert. Er war 1985 bis 1989 Assistant Professor an der McGill University in Montreal, Kanada, und nach einem Gastaufenthalt 1989 an der University of Texas at Austin von 1989 bis 1992 ebendort Associate Professor. Seit 1992 ist er Professor of Philosophy im dortigen College of Liberal Arts und seit 2001 auch Professor of Classics.
Hankinson war von 2002 bis 2012 Herausgeber der Fachzeitschrift Apeiron. Seit 2011 gehört er dem Beirat des Corpus Medicorum Graecorum, Berlin, an.
Hankinson arbeitet zur Geschichte der antiken Philosophie (besonders zum Stoizismus, Epikureismus und Skeptizismus), Medizin (insbesondere zum philosophischen Werk Galens und dessen Logik, Erkenntnistheorie, philosophischer Psychologie, Philosophie der Naturwissenschaft und Theorie der Kausalität) und Naturwissenschaft. In diesem Rahmen hat er auch eine Übersetzung eines Teils von Simplikios’ Kommentar zu Aristoteles’ Schrift Über den Himmel publiziert.

## Schriften (Auswahl)
- Galen on the Therapeutic Method. Translation and Philosophical Commentary. 2 Bände. Oxford University Press, Oxford 1991.
- Galen’s philosophical eclecticism. In: Wolfgang Haase (Hrsg.), Aufstieg und Niedergang der römischen Welt II 36.5. De Gruyter, Berlin 1992, S. 3504–3522.
- Galen’s theory of causation. In: Wolfgang Haase (Hrsg.), Aufstieg und Niedergang der römischen Welt II 37.2. De Gruyter, Berlin 1994, S. 1757–1774.
- Galen’s concept of scientific progress. In: Wolfgang Haase (Hrsg.), Aufstieg und Niedergang der römischen Welt II 37.2. De Gruyter, Berlin 1994, S. 1775–1789.
- The Sceptics. (Arguments of the Philosophers). Routledge, London 1995, Paperback 1998.
- Galen on Antecedent Causes. Text and Translation with a Philosophical Commentary. Cambridge University Press, Cambridge 1998, Paperback 2004.
- Cause and Explanation in Ancient Greek Thought. Oxford University Press, Oxford 1998, Paperback 2001.
- Simplicius: On Aristotle’s de Caelo 1.1–4. (Ancient Commentators on Aristotle, 47). Duckworth/Cornell, London/Ithaca 2002
- Simplicius: On Aristotle’s de Caelo 1.5–9. (Ancient Commentators on Aristotle, 53). Duckworth/Cornell, London/Ithaca 2003
- Causation in Galen. In: Jonathan Barnes, Jacques Jouanna (Hrsg.), Galien et la philosophie. Huit exposés suivis de discussions par Jonathan Barnes, R. J. Hankinson, Michael Frede, Teun Tieleman, Daniela Manetti, Jacques Jouanna, Véronique Boudon, Gotthard Strohmaier. (Entretiens sur l’Antiquité Classique, Tome XLIX). Vandoeuvres-Genève 2003, S. 31–72.
- Stoic Epistemology. In: Brad Inwood (Hrsg.), The Cambridge Companion to the Stoics. Cambridge University Press, Cambridge 2003, S. 59–84.
- Simplicius: On Aristotle’s de Caelo 1.10–12. (Ancient Commentators on Aristotle, 66). Duckworth/Cornell, London/Ithaca 2006
- (Hrsg.): The Cambridge Companion to Galen. Cambridge University Press, Cambridge 2008.
- Causes. In: Georgios H. Anagnostopoulos (Hrsg.), A companion to Aristotle. Wiley-Blackwell, Chichester 2009, S. 213–229.
- Natural, unnatural and supernatural motions. In: Alan C. Bowen, Christian Wildberg (Hrsg.), New Perspectives on Aristotle’s De Caelo. (= Philosophie Antiqua, 117). Brill, Leiden 2009, S. 83–118.
- Lucretius, Epicurus and the logic of multiple explanations. In: Daryn Lehoux, A. D. Morrison, Alison Sharrock (Hrsg.), Lucretius: Poetry, Philosophy, Science. Oxford University Press, Oxford 2013, S. 69–98.
- Partitioning the Soul: Galen on the Anatomy of the Psychic Functions and Mental Illness. In: Klaus Corcilius, Dominik Perler (Hrsg.), Partitioning the Soul. Debates from Plato to Leibniz. De Gruyter, Berlin, Boston 2014, S. 85–106.
- Galen’s reception of Aristotle. In: Andrea Falcon (Hrsg.): Brill's Companion to the Reception of Aristotle in Antiquity. Brill, Leiden 2016, S. 238–257.
- The Laughing Philosopher and the Physician: Laughter, Diagnosis, and Therapy in Greek Medicine. In: Pierre Destrée, Franco Trivigno: Laughter, Humor and Comedy in Ancient Philosophy. Oxford University Press, Oxford 2018, S. 52–79.
- Aetiology. In: Peter E. Pormann (Hrsg.), The Cambridge Companion to Hippocrates. Cambridge University Press, Cambridge 2018, S. 89–118.
- Can there be a science of psychology? Aristotle’s de Anima and the structure and construction of science. In: Manuscrito 42, 2019, S. 469–515.
- God and the Material World. In: Ricardo Salles (Hrsg.), Cosmology and Biology in Ancient Philosophy. From Thales to Avicenna. Cambridge University Press, Cambridge 2021, S. 224–244.
- mit Matyáš Havrda (Hrsg.): Galen's epistemology: experience, reason, and method in ancient medicine. Cambridge University Press, Cambridge 2022.